# Batalla de Feldkirch
La batalla de Feldkirch (23 de marzo de 1799) fue un enfrentamiento que se dio entre un cuerpo republicano francés, dirigido por André Masséna, y una fuerza austriaca mucho más débil comandada por Franjo Jelačić. Con la tarea de defender posiciones fortificadas, los austriacos rechazaron a todas las columnas francesas, aunque la lucha duró hasta el anochecer. Esta y otras derrotas de los franceses en el sur de Alemania hicieron que Masséna se pusiera a la defensiva. Este combate ocurrió en la ciudad austriaca de Feldkirch, Vorarlberg, ubicada a 158 km al oeste de Innsbruck.
Con un pretexto cuestionable y endeble, un ejército de la república francesa invadió Suiza en enero de 1798 y forzó al país a entablar una alianza que se vio marcada por revueltas ocasionales. Al inicio de las hostilidades con Austria, a principios de 1799, Masséna estaba al mando del Ejército de Helvetia. Pasando a la ofensiva, los franceses derrotaron a los austriacos en Maienfeld, Chur y Feldkirch los días 6 y 7 de marzo. Con la orden de atacar Feldkirch a finales de marzo por su superior Jean-Baptiste Jourdan, Masséna lo hizo con tropas que estaban al mando de Nicolas Oudinot. Las derrotas de Jourdan en Ostrach y Stockach pronto obligaron a los franceses a retroceder.

## Antecedentes

### Ocupación francesa de Suiza
La aparente  razón  por la que el Directorio francés ordenó la invasión de Suiza fue que la Confederación estaba reprimiendo y maltratando a la gente del Cantón de Vaud. Sin embargo, la verdadera razón, probablemente, fue el deseo del gobierno francés de hacerse con el tesoro suizo en Berna. Designado para comandar el Ejército de Helvetia, Guillaume Brune con una división del Ejército de Italia comenzó a marchar hacia el norte el 1 de enero de 1798. Mientras tanto, la división de 15.000 hombres de Balthazar Alexis Henri Schauenburg se separó del Ejército del Rin y comenzó a avanzar hacia Berna desde el norte. Durante este tiempo se realizaron unas negociaciones falsas para engañar a los suizos. El 5 de febrero de 1798, Brune tomó oficialmente el mando de las divisiones, aún separadas, de Schauenburg y la de su antigua unidad, ahora bajo el mando de Philippe Romain Mesnard. Encontrándose en Berna, ambas divisiones entraron en la ciudad el 5 de marzo después de algunos combates intermitentes.

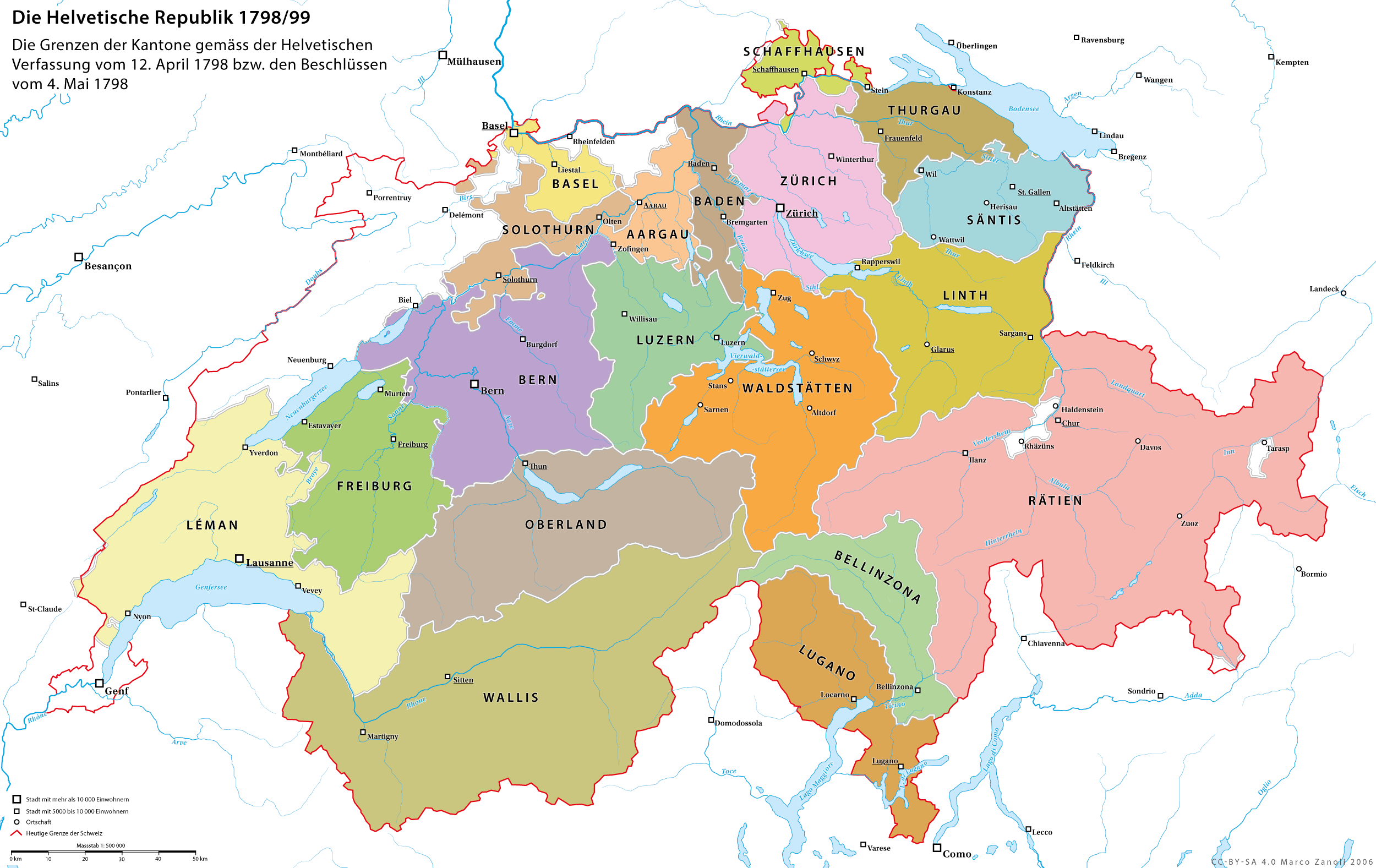
República Helvética, 12 de abril de 1798

El 8 de marzo de 1798, Brune fue designado para dirigir el ejército de Italia. Partió hacia su nuevo mando el 29 de marzo y Schauenburg fue nombrado nuevo comandante del ejército. Mientras tanto, se incautaron en efectivo y en oro 10 millones de francos, dinero del cual tres millones fueron utilizados para financiar la campaña francesa en Egipto y Siria de Napoleón Bonaparte. Además, se llevaron 293 cañones, 38 obuses y 32 morteros a Huningue y Carouge. A pesar de que los dos países se convirtieron en aliados el 19 de agosto de 1798, muchos suizos no estaban contentos con ser avasallados por los franceses. Los soldados franceses se mantuvieron ocupados reprimiendo varias revueltas en Valais (Wallis) y en otros cantones. Durante su mandato, Schauenburg consiguió que se transfiriera a Nicolas Oudinot a su ejército. Schauenburg fue un excelente organizador, pero no un general de primera como su sucesor. El 11 de diciembre le cedió el mando a André Masséna y asumió el cargo de inspector general de Infantería. En ese momento, el Ejército de Helvetia contaba con 24.000 soldados veteranos, incluidos 1.600 de caballería.
Al invadir Suiza, el gobierno francés había abierto, sin saberlo, una nueva vía por el que las fuerzas de la Coalición podían invadir Francia. A lo largo de sus fronteras con Bélgica y Alemania, Francia estaba bien protegida por un cinturón de fortalezas. Pero en las montañas del Jura, en la frontera suiza, solo había unos pocos lugares como Fort de Joux y Salins-les-Bains que protegían la región de Franche-Comté. Lazare Carnot señaló, con pesar, que cuando Suiza era neutral, Francia podía ignorar su frontera común. Sin embargo, con Suiza como enemigo, los franceses se verían obligados a desplegar 40.000 soldados para ocupar el país o, en su defecto, vigilar la frontera.

### Comienzo de la guerra

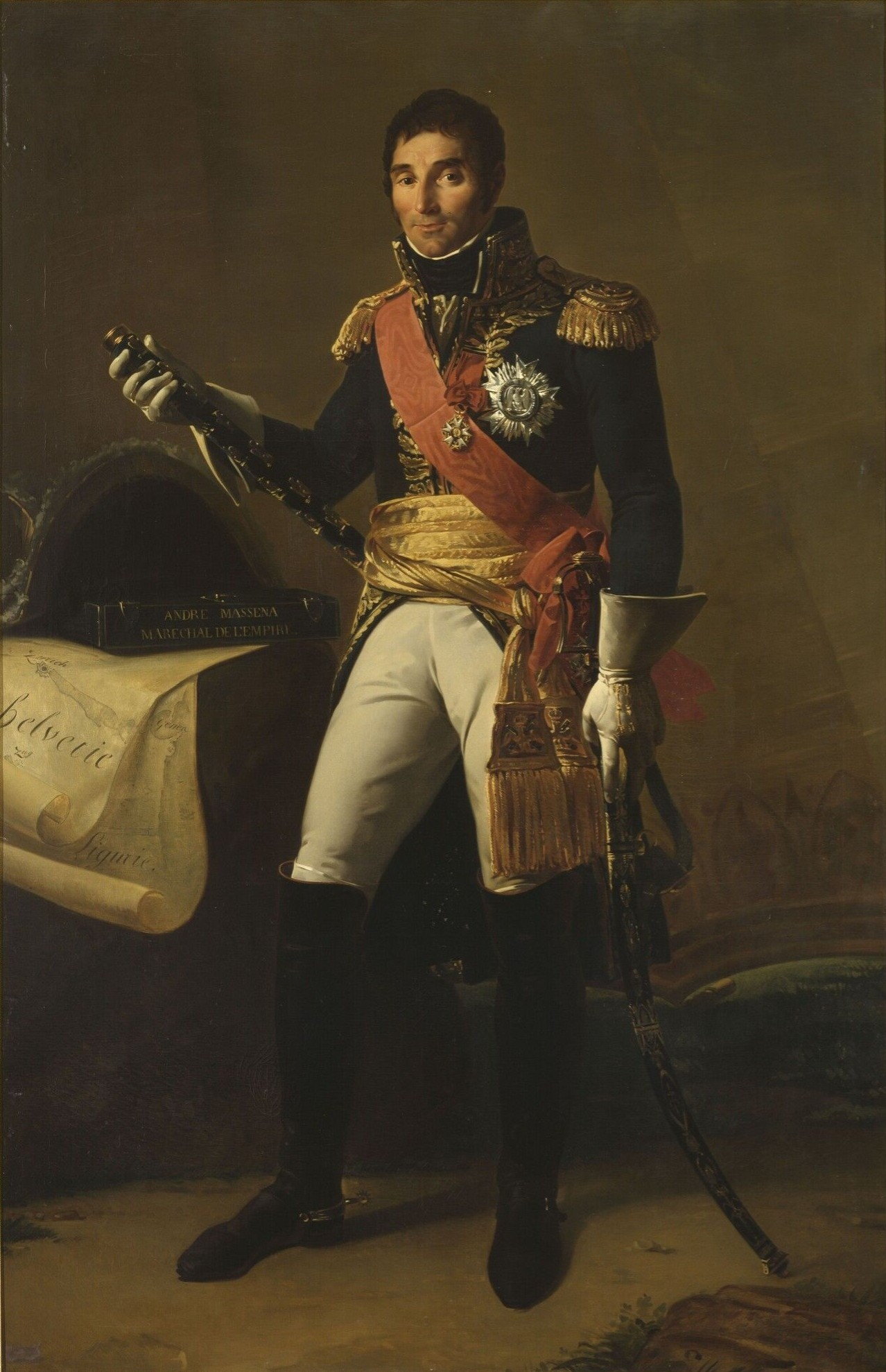
André Masséna

Las agresiones de Francia a Suiza, al Egipto otomano, Holanda, Malta, al Reino de Piamonte y a los Estados Pontificios provocó que se formara la Segunda Coalición en su contra. El Reino Unido pronto incorporó a la Coalición a la Austria de los Habsburgo, al Imperio Ruso, al Reino de Nápoles, al Reino de Portugal y a la Turquía otomana. En un ataque rápido, el rey Fernando IV de Nápoles expulsó, por un periodo breve, a los franceses de Roma en noviembre de 1798. Sin embargo, un ejército francés al mando de Jean Étienne Championnet pronto derrotó al desafortunado ejército napolitano y el 23 de enero de 1799 había conquistado Nápoles, lo que obligó a Fernando a huir a Sicilia.
Para este momento, parecía evidente para el Directorio francés que la guerra era inminente, por lo que se convocó a 200.000 reclutas. Sin contar a las fuerzas de Bonaparte en Egipto, los franceses se dividieron en cinco ejércitos pobremente equipados. Masséna estaba en Suiza con 30.000 hombres, Guillaume Brune defendió Holanda con más de 20.000 soldados, Jean-Baptiste Jourdan mantuvo Alsacia con 37.000 soldados, Barthélemy Louis Joseph Schérer tenía 58.000 hombres en el norte de Italia y Jacques MacDonald (que sucedió a Championnet) contó con 30.000 soldados en el centro y Sur de Italia. Además, había una fuerza de reserva comandada por Jean-Baptiste Bernadotte que amenazaba a Mannheim y Philippsburg. El Directorio ordenó a Masséna ocupar Vorarlberg y Graubünden y avanzar sobre el condado de Tirol. Jourdan recibió instrucciones de cruzar el río Rin, transitar por la Selva Negra y unir su ala derecha con la izquierda de Masséna. Schérer recibió instrucciones de enlazar con la derecha de Masséna mientras resistía a los austríacos cerca de Verona. Los austriacos tenían 75.000 hombres en el norte de Italia al mando de Paul Kray, 18.000 soldados en el Tirol dirigidos por el Conde Heinrich von Bellegarde, 26 000 soldados en Vorarlberg y Graubünden bajo las órdenes de Friedrich Freiherr von Hotze y 80.000 hombres dirigidos por el Archiduque Carlos, Duque de Teschen en el Río Lech al sur de Alemania.

## Campaña y batalla

### Coira y primera batalla de Feldkirch

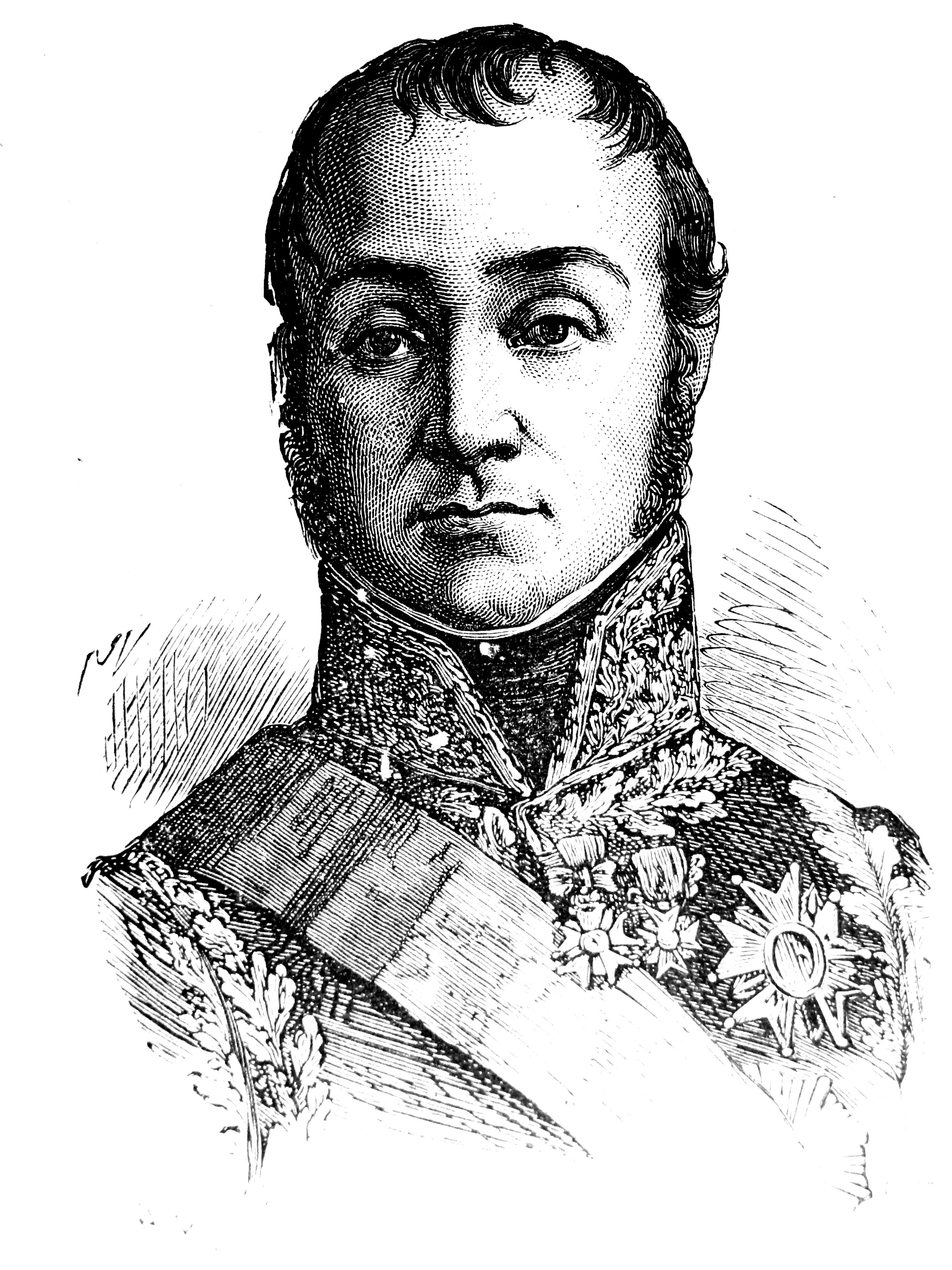
Nicolas Oudinot

En febrero, el flanco derecho de Masséna fue retenido por la división de Claude Lecourbe, con su ala derecha en Bellinzona. La división central de Mesnard se colocó al sur del lago de Constanza, cerca de Glarus y Schwyz. La división del flanco izquierdo de Charles Antoine Xaintrailles, incluida la brigada de Oudinot, defendió el Rin desde el lago de Constanza hasta Basilea. Hotze tenía 20.000 soldados en Bregenz y Feldkirch, mientras que Franz Xaver von Auffenberg ocupaba Coira con 4.500 hombres. A pesar de que no se había declarado la guerra, Jourdan notificó a Masséna que cruzaría el Rin el 1 de marzo y estaría cerca del lago de Constanza el 6 de marzo. Por lo tanto, Masséna lanzó un asalto cruzando el Rin el 6 de marzo en Luziensteig, lugar que estaba entre Hotze y Auffenberg. Las defensas austríacas eran fuertes y el río se desbordaba, pero los franceses, finalmente, capturaron el lugar por la noche. Masséna llevó a 5.000 hombres a la batalla y sufrió 300 bajas. Los austríacos tenían 4.200 soldados en la zona, pero estaban dispersos y no tenían reservas. En consecuencia, perdieron 400 hombres entre muertos y heridos, además de que más de 1.450 soldados, 12 cañones y tres estandartes fueron capturados. Otra fuente señala que a los austriacos le capturaron solo 1.100 hombres y cinco cañones.
El 7 de marzo Masséna giró hacia el sur y atacó a Auffenberg en Coira. Envió a su infantería ligera alrededor de la derecha austriaca para bloquear el escape por el valle de Plessur. Una fuente señala que 3.000 hombres, 16 cañones y los cargadores de suministros de Auffenberg fueron capturados. Otra fuente afirma que los austriacos perdieron a 1.000 hombres de un total de 2.400 y a cuatro cañones. Los franceses sufrieron solo 100 bajas entre muertos y heridos de los 9.600 soldados. Mientras tanto, la brigada de Oudinot cruzó el Rin por un puente ferroviario y se dirigió al norte hacia Feldkirch. Hotze atacó a Oudinot fuera de Feldkirch con una fuerza numéricamente igual. La batalla fue balanceada hasta que llegó Jean Thomas Guillaume Lorge con refuerzos enviados por Masséna. Hacia la noche, Oudinot dirigió una carga de caballería que arrojó a Hotze de regreso a la ciudad. Los franceses capturaron a 1.000 soldados austríacos y cuatro cañones. Otra fuente calificó las bajas francesas como 200 de 9.000 y las bajas austríacas como 1.100 de 6.000. Sin embargo, no todas las fuerzas francesas tuvieron éxito. Marchando desde el Paso de San Gotardo, la brigada de Louis Henri Loison fue destruida por una fuerza austriaco-suiza cerca de Disentis.

### Segunda batalla de Feldkirch

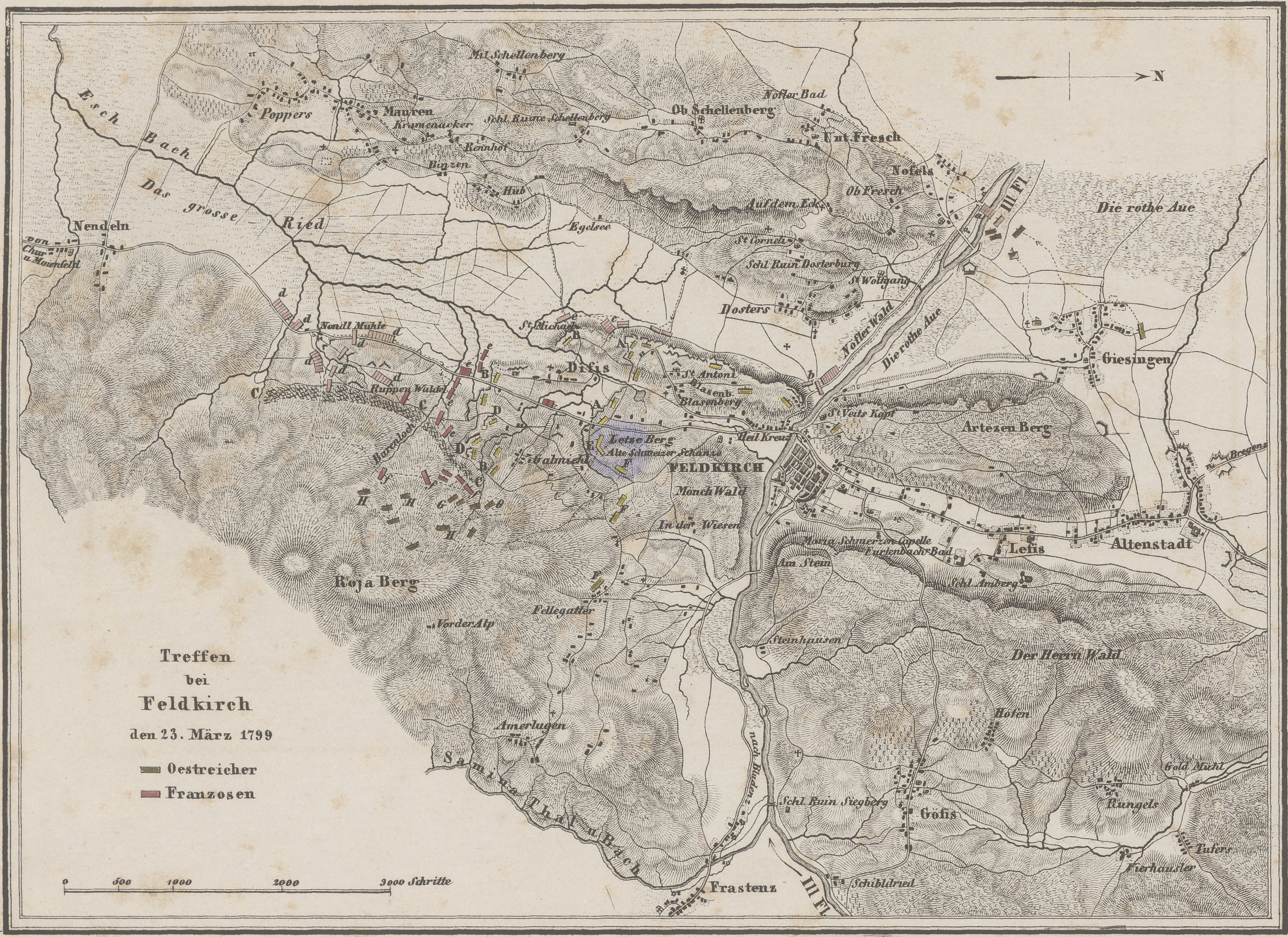
El mapa muestra la batalla de Feldkirch, el 23 de marzo de 1799. Noffles está en la parte superior derecha, debajo de la flecha norte. La colina justo arriba y a la izquierda de Feldkirch es Blasenberg.

Mientras tanto, la división de 10.000 hombres de Lecourbe se embarcó en la notable Campaña Engadina. El 12 de marzo, Lecourbe alcanzó la parte superior del río Eno. En ese momento, el ejército de Helvetia contaba con 34.992 hombres, pero esta campaña aisló a Lecourbe del resto del ejército. El 9 de marzo de 1799, el Directorio francés se dio cuenta de que tener muchos ejércitos independientes era una mala idea y subordinó a Masséna a Jourdan. Masséna, furioso, presentó su dimisión el 16 de marzo. Sin embargo, el gobierno se mantuvo firme en su decisión y Masséna finalmente se resignó y acordó permanecer al mando. Es posible que este drama haya hecho que Masséna se vuelva demasiado agresivo en los próximos días. El 19 de marzo, el ejército de Jourdan se estaba acercando a Masséna, con su división del flanco derecho al mando de Pierre Marie Barthélemy Ferino en el lago de Constanza. Jourdan le pidió a Masséna que se vinculara con Ferino en Bregenz. El 20 de marzo, el Archiduque Carlos ordenó a Hotze que reforzara su ejército con 10.000 tropas de Vorarlberg.

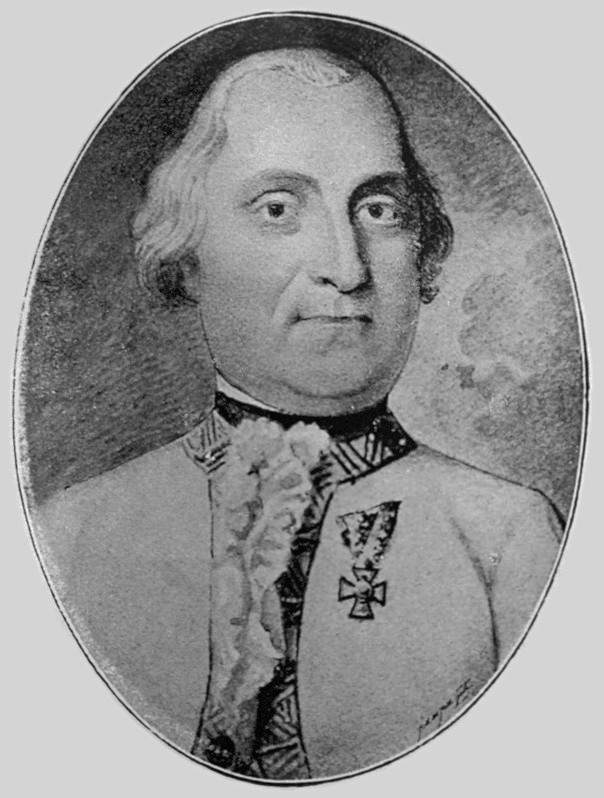
Franjo Jelačić

Masséna planeaba que Xaintrailles hiciera una finta sobre Bregenz mientras su centro golpeaba a Feldkirch. Masséna había explorado las defensas austriacas, que estaban atrincheradas, y creía que la ausencia de Hotze le brindaba una oportunidad. Ya el 15 de marzo, Oudinot había sugerido un ataque a Feldkirch. Luego, el 22 de marzo, se recibió una orden de Jourdan que daba instrucciones a Masséna de atacar Feldkirch. Masséna aceleró, en un día, su asalto planeado atacando el 23 de marzo de 1799 y perdiendo así el efecto de la finta en Bregenz. El ataque se lanzó en cuatro columnas, incluida una dirigida por Oudinot y otra por Masséna en persona.
Feldkirch estaba defendida por Franjo Jelačić, quien fue descrito como "capaz dentro de límites razonables" y que tenía un "verdadero fervor de lucha". Situada en el río Ill, la ciudad estaba protegida por una línea de fortificaciones a lo largo de la carretera principal, respaldada por una segunda línea. Los flancos estaban custodiados por varios reductos y abatis. El mando de 5.500 hombres de Jelačić incluía el 3er Batallón de Regimientos de Infantería Kaunitz Nr. 20 y De Vins Nr. 37 y tres batallones de infantería Grenz. Estos fueron el 3er Batallón de Peterwardeiner Nr. 9, 2.º batallón de St. George Nr. 6, y el 1.er batallón de Broder Nr. 7. También había dos escuadrones de caballería y milicias de apoyo.
La columna de ataque más a la izquierda cruzó el Río Ill, temprano en la mañana, en la aldea de Noffles. Se suponía que debían virar a la derecha y ponerse detrás de las defensas de Jelačić, pero fueron rechazados. La columna del centro-izquierda asaltó las alturas de Blasenberg pero también fue derrotada. Una tercera columna a la izquierda de la carretera principal atacó el bosque de San Miguel, pero corrió la misma suerte que las otras columnas. Masséna envió 12 batallones a la carga por la carretera principal mientras una pequeña fuerza intentaba un gancho en la derecha alrededor del flanco de las trincheras. La fuerza de flanqueo avanzó un poco antes de quedar estancada. Jelačić hizo un uso económico de sus tropas que eran superados en número. El ataque principal de Masséna en la delantera falló y fueron rechazados por un contraataque final de los hombres de Jelačić. Al principio, las tropas francesas capturaron a unos 500 prisioneros y parecían estar al borde de la victoria, pero el fuerte fuego defensivo y las rocas que les arrojaron finalmente los hicieron retroceder.

## Resultados
Los austriacos perdieron a 900 hombres entre muertos, heridos y desaparecidos. Una fuente enumeró en 1.500 las bajas francesas, pero otras dos fuentes estimaron sus pérdidas en 3.000 hombres.  El día 24 de marzo, Masséna recibió la noticia de que Jourdan había sido derrotado por Carlos en la batalla de Ostrach el 21 de marzo y se estaba retirando. Esto significaba que la batalla se había librado en vano. El ejército del Danubio de Jourdan fue derrotado una vez más en la batalla de Stockach el día 25 de marzo. Con Jourdan en plena retirada, Carlos podría atacar fácilmente a Zürich. Entonces Masséna ordenó a Lecourbe que abandonara el valle de Engadina. El 5 de abril Masséna reemplazó a Jourdan en el comando del Ejército del Danubio. Dio a Mesnard el mando del ejército de Helvetia y partió hacia Estrasburgo . Ferino pronto reemplazó a Mesnard. Oudinot fue ascendido a general de división por sus esfuerzos. Por sus distinguidas acciones, Jelačić recibió la Cruz de Caballero de la Orden Militar de María Teresa el 6 de abril de 1799. Fue ascendido a Feldmarschall-Leutnant (Teniente Mariscal de Campo) el 29 de octubre de 1800 y nombrado Inhaber del Regimiento de Infantería Nr. 62 el 1 de enero de 1802.